# Riscado
Riscado é um filme brasileiro do gênero drama de 2011. É dirigido por Gustavo Pizzi, o qual também assina o roteiro ao lado de Karine Teles, que interpreta a protagonista da história, uma atriz tentando consolidar sua carreira. Conta ainda com Camilo Pellegrini, Otávio Muller e Gisele Fróes no elenco.

## Sinopse
Branca (Karine Teles) é uma atriz tentando deslanchar sua carreira artística. Para se manter as custas de seu trabalho, ela imita grandes divas do cinema e realizando divulgação de eventos. Ela vê sua vida mudar quando surge a oportunidade de protagonizar uma grande produção internacional. O diretor do filme se inspira na personalidade e no trabalho da própria Bianca e resolve transformar a personagem principal de seu filme em uma versão da atriz.

## Elenco
- Karine Teles como Bianca Ventura
- Camilo Pellegrini como Maurício
- Otávio Müller como Oscar
- Dany Roland como Thomas
- Gisele Fróes como Efigenia
- Lucas Gouvêa como Filipe
- Cecília Hoeltz como Cecilia
- Otto Jr. como Rodrigo
- Cris Larin como Stela
- Danilo Watanabe como Pedro
- Patrícia Pinho como Mulher do Banheiro
- Camila Nhary como Joana
- Leticia Novaes como atriz francesa

## Produção
Filme de estreia na direção de Gustavo Pizzi, Riscado utiliza diversos estoques e formatos de filmes, como 16mm, 8mm e alta definição. Justificando, Pizzi afirma que "é como uma locução sem voz", pois os diferentes formatos podem comunicar com o público em cada cena específica. A 8mm permite que Pizzi mostre os sentimentos mais pessoais de Bianca aos espectadores, por exemplo. Em outra cena, porém, há o uso de seis câmeras para filmar a sequência musical do filme in-film.
A história é baseada na experiência da vida real de Karine Teles quando ela foi selecionada para participar do filme Rio Sex Comedy, mas foi substituída posteriormente. Sobre o tema do filme, Pizzi afirmou que queria questionar como o talento e a sorte estão associados à carreira de alguém:
Se alguém conhece seu ofício, [isso] significa que sabe muito bem o que está fazendo; espera-se que essa pessoa se destaque, que essa pessoa eventualmente tenha sucesso ... mas quantos talentos são desperdiçados ... quantas pessoas vivem suas vidas fazendo algo que não tem nada a ver com suas verdadeiras habilidades? Quantos desistem? O que é necessário além de talento, trabalho e persistência? Dinheiro? Sorte? Este filme surgiu de uma grande vontade de falar sobre trabalho e oportunidades, sobre o que se deve fazer para realizar sua vida, sonhos, projetos e ideias. Era uma necessidade pessoal entender por que às vezes as coisas não dão certo, mesmo quando há pessoas capazes e talentosas envolvidas. Carreiras promissoras que não decolam, gente talentosa que continua marginalizada em um universo onde muitos medíocres prosperam, tendo espaço e visibilidade.

## Lançamento
Riscado percorreu por diversos festivais de cinema, sendo premiado em muitos. Karine Teles foi o destaque do filme tendo sua atuação bastante elogiada. Foi exibido no Festival de Cinema de Gramado de 2011, onde foi premiado nas principais categoria, incluindo Melhor Atriz para Karine Teles, Melhor Direção para Gustavo Pizzi e Melhor Filme. Ganhou projeção internacional ao ser selecionado para o Festival de Cinema de Amsterdão, na Holanda, onde foi bastante elogiado ganhando menção especial do júri. Chegou a ser lançado comercialmente nos cinemas brasileiros apenas em 09 de setembro de 2011.

## Recepção

### Crítica
Após o seu lançamento, foi bem recebido, principalmente pela atuação de Karine Teles. Riscado teve sua estreia mundial realizada no Festival de Cinema do Rio de 2010, onde Teles recebeu o Prêmio de Melhor Atriz. Ela ganhou o mesmo prêmio no Festival de Cinema de Gramado de 2011 , onde o filme também ganhou os prêmios de Melhor Diretor, Melhor Roteiro e Melhor Música. No Festival de Cinema de Cartagena de 2011 , Riscado foi nomeado para o Prêmio de Melhor Filme. Mark Adams do ScreenDaily declarou: "[Riscado] pode muito bem ser um conto familiar, mas tem uma honestidade bem-humorada, bem como uma série de excelentes atuações que ajudam a torná-lo memorável." Escrevendo para a Variety, Jay Weissberg classificou a atuação de Teles como "incrível" e disse: "Já faz um tempo desde que um filme capturou o mundo de um ator com a inteligência, criatividade e visão de Riscado."

## Prêmios e indicações
| Ano  | Associações                                   | Categoria                      | Recipiente(s)                                     | Resultado | Ref.  |
| ---- | --------------------------------------------- | ------------------------------ | ------------------------------------------------- | --------- | ----- |
| 2010 | Festival do Rio                               | Melhor Atriz                   | Karine Teles                                      | Venceu    |       |
| 2011 | Festival de Cinema de Gramado                 | Melhor Filme em Longa-Metragem | Riscado                                           | Venceu    | [ 8 ] |
| 2011 | Festival de Cinema de Gramado                 | Melhor Atriz                   | Karine Teles                                      | Venceu    | [ 8 ] |
| 2011 | Festival de Cinema de Gramado                 | Melhor Direção                 | Gustavo Pizzi                                     | Venceu    | [ 8 ] |
| 2011 | Festival de Cinema de Gramado                 | Melhor Roteiro                 | Gustavo Pizzi e Karine Teles                      | Venceu    | [ 8 ] |
| 2011 | Festival de Cinema de Gramado                 | Melhor Trilha Sonora           | Lucas Vasconcellos, Letícia Novaes e Iky Castilho | Venceu    | [ 8 ] |
| 2011 | SXSW Film Festival                            | Prêmio Visionário              | Gustavo Pizzi                                     | Indicado  |       |
| 2011 | World Cinema Amsterdam                        | Melhor Filme                   | Riscado                                           | Indicado  | [ 5 ] |
| 2011 | World Cinema Amsterdam                        | Menção Especial                | Gustavo Pizzi e Cavi Borges                       | Venceu    | [ 5 ] |
| 2011 | Festival Internacional de Cinema de Cartagena | Melhor Filme                   | Riscado                                           | Indicado  |       |
| 2012 | Prêmio ACIE de Cinema                         | Melhor Atriz                   | Karine Teles                                      | Indicado  | [ 9 ] |
| 2012 | Prêmio Guarani de Cinema Brasileiro           | Melhor Atriz                   | Karine Teles                                      | Venceu    |       |
| 2012 | Prêmio Guarani de Cinema Brasileiro           | Melhor Figurino                | Fabíola Trinca                                    | Indicado  |       |
| 2012 | Festival SESC Melhores Filmes                 | Melhor Atriz                   | Karine Teles                                      | Venceu    |       |
| 2012 | Prêmio APCA de Cinema                         | Melhor Roteiro                 | Gustavo Pizzi e Karine Teles                      | Venceu    |       |